# امیر آرام
امیر آرام (زادهٔ ۲۸ آبان ۱۳۳۰) خواننده، ترانه‌سرا، آهنگساز و نوازندهٔ راک ایرانی مقیم لس‌آنجلس است. وی در کنار کوروش یغمایی و حبیب محبیان از پیشگامان موسیقی مستقل ایران به‌شمار می‌روند. 

## زندگی‌نامه

### پیش از انقلاب و شروع فعالیت هنری
امیر آرام در ۲۸ آبان ۱۳۳۰ در محلهٔ بهارستان تهران متولد شد. وی فعالیت هنری خود را در ۱۶ سالگی، با ساختن آهنگ‌های «شهر نور» و «گردنبند الله» برای منوچهر سخایی که همسر خواهرش بود، آغاز کرد که برای‌ اولین بار در شویِ تلویزیونی چشمک پخش شدند. وی پس از سیاوش قمیشی، از جملهٔ هنرمندانی بود که پس از پایان تحصیل موسیقی در خارج از کشور در اوایل دهه ۱۳۵۰ به ایران بازگشت و به آهنگسازی برای خوانندگانی چون افشین مقدم، شاهرخ، گیتی، ابی و داریوش پرداخت، اما ساخته‌هایش برای شهره و لیلا فروهر، نامش را بیشتر مطرح کرد. 
امیر آرام پیش از انقلاب، سه آلبوم با فضاسازی خاص و در سبک سایکدلیک راک اجرا کرد که شامل «هفت روز هفته» و «از زمین تا پلوتون» به ترتیب در سال ۱۳۵۴ و ۱۳۵۵ توسط شرکت «پرسپولیس» ارائه شدند و آلبوم سومی با نام «افعال» که از سرنوشت این آلبوم، اطلاعات موثقی در دست نیست. در آلبوم «هفت روز هفته» برای ایجاد حس توالی ترانه‌ها، با استفاده از صداهای مختلف (از صدای باد و باران گرفته تا صدای موتور ماشین و تصادف) در بین تراک‌ها استفاده شد که در زمان خود، کار نوینی به‌حساب می‌آمد. این آلبوم‌ها در بین جویندگان آثار متفاوت از پاپ مرسوم، موفق بودند. علاوه بر ملودی، کلام اکثر آن‌ها از خود او بود و به سنت موسیقی راک، تکیه بیشتر بر روی موسیقی بود تا کلام. دل‌بستگی امیر آرام به اشعار مولوی و حافظ موجب تلفیق اشعار کلاسیک با موسیقی مدرن شد. شرکت‌های «آرگامان» و «کاسپین» نیز قبل از انقلاب ۱۳۵۷ نسبت به ارائه مجدد آلبوم‌های «هفت روز هفته» و «از زمین تا پلوتون» اقدام کردند و به‌دنبال آن، چندین تک آهنگ ازجمله «مفتعلن»، «دعا»، «سنگ» و «طلسم» از امیر آرام منتشر شد.
وی در سال ۱۳۵۶ ایران را به مقصد انگلستان ترک کرده و پس از مدتی به آمریکا کوچ کرد.

### پس از انقلاب و گرایش سیاسی
امیر آرام در سال ۱۳۶۰ به لس‌آنجلس مهاجرت کرد و در آنجا فعالیت خود را ادامه داد. وی در آلبوم‌های اولیه خود در لس‌آنجلس، با هنرمندانی همچون ابی، مارتیک، لیلا فروهر، اردشیر فرح، ناصر چشم‌آذر، منوچهر چشم‌آذر، عبدی یمینی، محمد شمس و آندرانیک همکاری کرد که موجب تولید آثار موفق و ماندگاری شد. وی در اواسط دهه هفتاد، به شورای ملی مقاومت ایران پیوست و نام او در میان هنرمندان به‌عنوان یکی از مخالفان سرسخت جمهوری اسلامی مطرح شد.
وی در سال ۱۳۶۱، آهنگ «خاک» را بر روی شعری از ادیب‌الممالک فراهانی با مطلع «برخیز شتربانا بربند کجاوه» ساخت که همچنان جز موفق‌ترین آثار اوست و امضای هنری او به‌شمار می‌رود. دل‌بستگی امیر آرام به مولانا و عرفان باعث شد که مطالعات خود را در این زمینه گسترش داده و طی سالیان اقامت در خارج از ایران، جلسات متعددی را به برگزاری حلقه و مجلس گفت‌وشنود در خصوص عرفان و مولاناشناسی و مباحثی از این‌ دست اختصاص دهد. از امیر آرام تاکنون بیست آلبوم صوتی، سه آلبوم ویدیویی و یک کتاب با نام «گوهر جان» منتشر شده‌است. وی در حال حاضر ساکن لس‌آنجلس است و در استودیوی صدابرداری شخصی‌اش، به ارائه آثار جدید خود می‌پردازد.

## آلبوم‌ها
| نام آلبوم          | سال انتشار  | ناشر                  | منبع   |
| ------------------ | ----------- | --------------------- | ------ |
| هفت روز هفته       | ۱۳۵۴ / ۱۹۷۵ | پرسپولیس، کاسپین      | [ ۳ ]  |
| از زمین تا پلوتون  | ۱۳۵۵ / ۱۹۷۶ | پرسپولیس، آرگامان     |        |
| افعال (منتشر نشده) | ۱۳۵۶ / ۱۹۷۷ | -                     |        |
| شمس من و خدای من   | ۱۳۵۹ / ۱۹۸۰ | ساندکس                | [ ۴ ]  |
| هدیه               | ۱۳۶۰ / ۱۹۸۱ | شرکت ترانه            | [ ۵ ]  |
| خاک                | ۱۳۶۲ / ۱۹۸۳ | شرکت ترانه            |        |
| بارون              | ۱۳۶۴ / ۱۹۸۵ | شرکت ترانه            | [ ۶ ]  |
| نازنین             | ۱۳۶۵ / ۱۹۸۶ | پارس ویدیو            | [ ۷ ]  |
| فضا                | ۱۳۶۷ / ۱۹۸۸ | پارس ویدیو            | [ ۸ ]  |
| هفته               | ۱۳۶۹ / ۱۹۹۱ | پارس ویدیو            | [ ۹ ]  |
| دیوار              | ۱۳۷۲ / ۱۹۹۳ | شرکت ترانه            |        |
| عاشقانه            | ۱۳۷۴ / ۱۹۹۵ | Amir Aram Productions |        |
| عرفان              | ۱۳۷۵ / ۱۹۹۶ | Amir Aram Productions |        |
| معنا               | ۱۳۷۸ / ۱۹۹۹ | Amir Aram Productions |        |
| پرواز              | ۱۳۷۹ / ۲۰۰۰ | Amir Aram Productions |        |
| اسرار              | ۱۳۸۱ / ۲۰۰۲ | Amir Aram Productions |        |
| خاطره‌ها            | ۱۳۸۴ / ۲۰۰۵ | Amir Aram Productions |        |
| عشق                | ۱۳۸۷ / ۲۰۰۸ | Amir Aram Productions | [ ۱۰ ] |
| یادگار             | ۱۳۹۱ / ۲۰۱۲ | Amir Aram Productions |        |
| راز نهان           | ۱۳۹۳ / ۲۰۱۴ | Amir Aram Productions |        |
| احساس              | ۱۳۹۵ / ۲۰۱۶ | Amir Aram Productions | [ ۱۱ ] |

## آهنگسازی برای دیگران
| خواننده                | نام ترانه             | ترانه‌سرا         | آهنگساز   | تنظیم‌کننده    | آلبوم                           | سال انتشار  | ناشر         | منبع          |
| ---------------------- | --------------------- | ---------------- | --------- | ------------- | ------------------------------- | ----------- | ------------ | ------------- |
| منوچهر سخایی           | شهر نور               | پرویز وکیلی      | امیر آرام |               | صفحه «شهر نور» و «گردنبند الله» | ۱۳۵۱ / ۱۹۷۲ | آهنگ روز     |               |
| منوچهر سخایی           | گردنبند الله          | ابراهیم شکیبایی  | امیر آرام |               | صفحه «شهر نور» و «گردنبند الله» | ۱۳۵۱ / ۱۹۷۲ | آهنگ روز     |               |
| منوچهر سخایی           | انقدر تو رو دوست دارم | پرویز وکیلی      | امیر آرام | ناصر چشم‌آذر   |                                 |             |              |               |
| ویگن و ژاکلین          | منتظر (انتظار)        | پرویز وکیلی      | امیر آرام | کاظم عالمی    |                                 | ۱۳۵۳ / ۱۹۷۴ |              | [ ۱۲ ]        |
| ویگن                   | نمیذارم بری!          | پرویز وکیلی      | امیر آرام | ناصر چشم‌آذر   |                                 | ۱۳۵۳ / ۱۹۷۴ |              |               |
| ویگن                   | بازگشتم               | فریدون علیخانی   | امیر آرام | امیر آرام     |                                 | ۱۳۵۴ / ۱۹۷۵ |              |               |
| افشین مقدم             | به من نخند            | سعید دبیری       | امیر آرام | اریک آرکانت   | زمستون                          | ۱۳۵۴ / ۱۹۷۵ | کلتکس رکوردز |               |
| ابی                    | اسیر                  | آرش سزاوار       | امیر آرام | اریک آرکانت   | تپش                             | ۱۳۵۴ / ۱۹۷۵ | شرکت ترانه   |               |
| ابی و امیر آرام        | جسارت                 | امیر آرام        | امیر آرام | امیر آرام     | خاک                             | ۱۳۶۲ / ۱۹۸۳ | شرکت ترانه   | [ ۱۳ ]        |
| داریوش                 | سپید و سیاه           | تورج نگهبان      | امیر آرام | محمد شمس      |                                 | ۱۳۵۲ / ۱۹۷۳ |              |               |
| مرتضی                  | مسخ                   | مسعود هوشمند     | امیر آرام | محمد شمس      |                                 | ۱۳۵۳ / ۱۹۷۴ |              |               |
| شاهرخ                  | دوست دارم             | شهرام وفایی      | امیر آرام | امیر آرام     |                                 | ۱۳۵۳ / ۱۹۷۴ |              | [ ۱۴ ] [ ۱۵ ] |
| شاهرخ                  | دوست دارم             | شهرام وفایی      | امیر آرام | منوچهر چشم‌آذر | هیچ‌کجا ایران نمیشه              | ۱۳۵۹ / ۱۹۸۰ | ساندکس       |               |
| شاهرخ                  | دوست دارم             | شهرام وفایی      | امیر آرام | شاهرخ         | خونه                            | ۱۳۷۹ / ۲۰۰۰ | آونگ موزیک   |               |
| شاهرخ                  | غروب                  | فریدون علیخانی   | امیر آرام | امیر آرام     | غروب                            | ۱۳۵۴ / ۱۹۷۵ | شرکت ترانه   |               |
| لیلا فروهر             | قحطی گریه (شمیم)      | فریدون علیخانی   | امیر آرام | ناصر چشم‌آذر   |                                 | ۱۳۵۴ / ۱۹۷۵ |              |               |
| لیلا فروهر             | حدیث                  | امیر آرام        | امیر آرام | -             | حدیث                            | ۱۳۵۴ / ۱۹۷۵ |              |               |
| لیلا فروهر             | نیاز (ندای آسمونی)    | فریدون علیخانی   | امیر آرام | منوچهر چشم‌آذر | دو پرنده / بوی توقف             | ۱۳۵۵ / ۱۹۷۶ | شرکت ترانه   |               |
| لیلا فروهر             | کلاغای خبرچین         | فریدون علیخانی   | امیر آرام | اریک آرکانت   | دو پرنده                        | ۱۳۵۶ / ۱۹۷۷ | شرکت ترانه   | [ ۱۶ ]        |
| لیلا فروهر             | شمیم (ورژن جدید)      | فریدون علیخانی   | امیر آرام | فرخ آهی       | شانس                            | ۱۳۷۱ / ۱۹۹۲ | کلتکس رکوردز | [ ۱۷ ]        |
| لیلا فروهر و امیر آرام | شمیم (ورژن جدید)      | فریدون علیخانی   | امیر آرام | فرخ آهی       | شانس                            | ۱۳۷۱ / ۱۹۹۲ | کلتکس رکوردز | [ ۱۷ ]        |
| شهره                   | مغرور                 | فریدون علیخانی   | امیر آرام | امیر آرام     | دختر مشرقی                      | ۱۳۵۴ / ۱۹۷۵ | کلتکس رکوردز |               |
| شهره                   | مقصد                  | امیر آرام        | امیر آرام | اریک آرکانت   | دختر مشرقی                      | ۱۳۵۵ / ۱۹۷۶ | کلتکس رکوردز |               |
| گیتی پاشایی            | دور نرو               | اسماعیل نوری‌علاء | امیر آرام | اریک آرکانت   | آرزوها                          | ۱۳۵۵ / ۱۹۷۶ | کلتکس رکوردز |               |
| بتی                    | بدرقه                 | سعید دبیری       | امیر آرام | اریک آرکانت   | غریبانه                         | ۱۳۵۵ / ۱۹۷۶ | کلتکس رکوردز |               |